# 韓国インターナショナル・サーキット
韓国インターナショナルサーキット（Korean International Circuit）は、韓国・全羅南道霊岩郡三湖邑三浦里にあるサーキットである。2010年から2013年までF1韓国グランプリが開催されていた。通称は霊岩（ヨンアム）サーキット。F1開催終了後も韓国の複合モータースポーツのメッカとして賑わっている。

## コースレイアウト
ヘルマン・ティルケが率いるティルケエンジニアリングがデザインに携わった。形状は朝鮮半島をモチーフとしている。グランプリ用コースは全長5,615mで反時計回り、2コーナー先の直線区間は1,200mを誇る。上部（グランプリ用コースで3コーナーから11コーナー）のみが常設サーキットで全長は3,045m。14コーナー以降の下部は将来的には港湾となり、ヨットなどが停留できるようになる予定だったが、2015年になっても工事はまったく進んでいない。
高・中・低速コーナーにロングストレートを散りばめたレイアウトは評価が高く、ティルケがデザインしたトラックの中では最高レベルの出来とされる。序盤はストレートが続く高速セクション。中盤は中速コーナーが続き、後半はウォールが近いテクニカルセクションとなる。11～13コーナーのS字から14.15コーナーの90度ターンの連続切り返し地帯はミスが多く、2010年韓国グランプリではポイントリーダーのマーク・ウェバーがS字から14コーナーの入り口で外側の縁石に大きくはみ出しスピン。そのまま15コーナー外側のウォールに激突し後続のニコ・ロズベルグを巻き込む大クラッシュとなった。

## 建設

### 建設の経緯
全羅南道が推進する西南海岸観光レジャー都市開発（Jプロジェクト）の初事業として、2007年10月に建設に着手し、2009年4月10日に本格着工した。施工者はSK建設で、施工場所は干拓地であり海の至近である。
2010年10月22日に開催される2010年韓国グランプリに間に合うよう、当初は2010年7月の完成予定であったが、建設工事が大幅に遅れた。遅れの原因としては例年より多く雨が降ったため、干拓地の排水作業や地盤改良工事に手間取ったことが挙げられている。
この遅れにより開催に対する影響が懸念され、その旨を多くのマスメディアが報道した。これらの疑念を晴らすべく9月4日に「Circuit Run 2010」と題して走行会（デモ走行）が行われた。レッドブルのマシンを用意し、それに搭乗したドライバーはカルン・チャンドックであった。行なわれたデモ走行の時点でも多くの箇所が工事中のままであり、サーキットのアスファルトはかろうじて全面舗装されているものの、3層のうち1層目しか舗装が行われていなかった。縁石も未設置であり、ランオフエリアのアスファルト舗装やタイヤバリアも設置されていなかった。仮設スタンドなどの設置も行われていなかった。通常レースに使用されるスリックタイヤではなくウェットタイヤを使用しており、全力走行もしなかった。
その為、通常数ヶ月前には完了するFIAによる最終検査は9月21日に予定されていたが、その後主催者は9月28日まで延期を求め、最終的には日本GPの翌日であり、韓国GP開催の10日前にあたる10月11日に最終検査を延期した。
開催直前までグランプリ検査が延期される事は極めて異例であり、FIAが制定する新サーキット建設及びレースの開催についてのレギュレーション第3条の4項によると、最終的な立入検査は90日以内に行う必要があるとされ、60日以内には路面に関する全ての作業を終えてなければならないとされる。
なお、レース開催10日前に緊急路面舗装工事を完了させたケースは1985年ベルギーGP（スパ・フランコルシャン）がある。このケースではフリー走行中に路面が剥がれてしまい、危険性を訴える為にドライバー全員でボイコットを行った結果、決勝レースは予選の3ヵ月後に延期となった。直近で90日査察が間に合わなかったサーキットの例としてはバーレーン・インターナショナル・サーキットやヤス・マリーナ・サーキットがある。
10月12日、最終査察にFIAのチャーリー・ホワイティングが訪問し、F1開催が可能なサーキットとして承認した事を発表した。但し、未建設施設が残っている事を韓国グランプリ主催者側も認めた。

### 建設中の事故
急ピッチで作業が進められていたサーキット建設現場では9月29日にホームストレート上のクレーン車が倒れ、グランドスタンドを破壊するという事故が発生した。被害は比較的小規模であった。他にもメインスタンドを工事中の作業員が15mの高さから落下し、重傷を負うという事故が発生している。

## F1韓国グランプリの開催
レース前はサーキット建設の遅れや建設中の事故で韓国グランプリの開催について様々な懸念があり、レース後も複数のジャーナリストが運営の不手際から賞の授与に異議を唱えたにもかかわらず、大会実施後にFIAから「3日間のレース期間中は大きな問題も発生せず、初開催にもかかわらず円滑なレース運営を成し遂げた」点が評価され「最高水準の韓国国際サーキットで初のグランプリを開催したことを認める」との賞賛の言葉と共にベストプロモーター賞を授与された。
しかし、韓国グランプリの人気低迷による不採算により韓国グランプリの開催は2013年を最後に打ち切られ、4回開催されたのみで中止となった。

### F1韓国グランプリ開催後のコース変更
本サーキットでの初の本格レースとなった、2010年韓国グランプリの10月22日のフリー走行で、ドライバーから「ピットレーン入口」と「路面より低い16コーナー縁石」が危険個所として指摘された。この対策のため、翌日23日の予選に向けて、ピットの白線の一部の除去工事などの夜間緊急コース改修が行われたが、急な工事だったため路面排水の捌けが非常に悪く、翌24日の決勝レースの開始時間を雨天のため大きく遅らせる結果となった。大会開催後、大会主催者（KAVO）は至らなかった部分が多々あった事を認め、サーキット以外にも駐車場等を含めたインフラ整備を行い、次回開催に向けて準備を進めることを宣言した。
2012年韓国グランプリまでは1コーナー部分と合流する形だったピットの出口部分も、レース中のコースへの合流の際に接触事故が起きる懸念が度々おきた。この対策として、2013年韓国グランプリから、1コーナーからではなく大きく回って2コーナーで合流するように変更したが、急造の改修だったためランオフエリア部分の路面の凸凹を気にするドライバーも出た。

### F1韓国グランプリにおける問題点
韓国グランプリ開催時の主な問題点は「韓国グランプリ」を参照のこと。

## その他のレースの開催
本サーキットで開催された初レースは、2010年韓国グランプリの前座として行われたヒュンダイ・シリーズである。韓国グランプリ以外のレースでは韓国のGT選手権である「SUPERRACE CHAMPIONSHIP」などが開催されている。2011年にはスーパー耐久の開催が予定されたが、同年3月に発生した東北地方太平洋沖地震の影響でレース日程が大幅に変更されたため「レース車両の輸送が時間的に困難」との理由で中止された。2013年に開催予定だったSUPER GTのオールスター戦も開催延期となった。

## 立地

### アクセス
至近の空港は務安国際空港。金浦国際空港と定期便で結ばれていたが、現在は運休中である。サーキットのすぐ側に木浦空港があるが、2007年の務安国際空港の開港により民間利用は廃止されている。船舶による移動手段としては博多港から高速船ビートルで釜山港に向かい、ここからバスを使用して移動する手段がある。

### 周辺
韓国グランプリの大会主催者（KAVO）は韓国インターナショナルサーキットを中心とした大規模な都市計画を打ち出していた。この都市計画は2021年までにサーキット一帯をモータースポーツと観光を主体とした都市に発展させる構想であり、総額16億7000万ドル（約1357億円）の事業と言われていた。尚、都市計画化工事は2011年後半に施工開始を予定としていたが、韓国グランプリの開催中止により当初計画は中断している。
また1988年に韓国が指定した月出山国立公園がある。月出山に生息する植物、動物などの生態系は韓国国内で非常に貴重であると知られている。